# منتخب بورما لكرة السلة
منتخب بورما لكرة السلة هو ممثل بورما الرسمي في المنافسات الدولية في كرة السلة. ينتمي إلى منطقة الاتحاد الآسيوي لكرة السلة. انضم إلى الاتحاد الدولي لكرة السلة في عام 1949.